# Jardin botanique de Bruxelles
 (septembre 2014).
Le Jardin botanique de Bruxelles (en néerlandais : Kruidtuin van Brussel), situé sur le territoire de la commune de Saint-Josse-ten-Noode, à l'angle de la rue Royale et du boulevard du Jardin botanique, est un parc public implanté à l'emplacement de l'ancien Jardin botanique de l'État à Bruxelles créé en 1826. 
Depuis 1984, le site classé des serres accueille le centre culturel de la Fédération Wallonie Bruxelles, appelé « Le Botanique » ou « Le Bota », spécialisé dans les concerts, dont le festival Les Nuits Botanique au printemps, ainsi que dans les expositions d'arts plastiques et de photographie.

## Historique
Peu après l'annexion de la Belgique par la France en 1795, un premier jardin des plantes est créé le long de la première enceinte de la ville, à l'emplacement des jardins de l'ancien palais du Coudenberg.

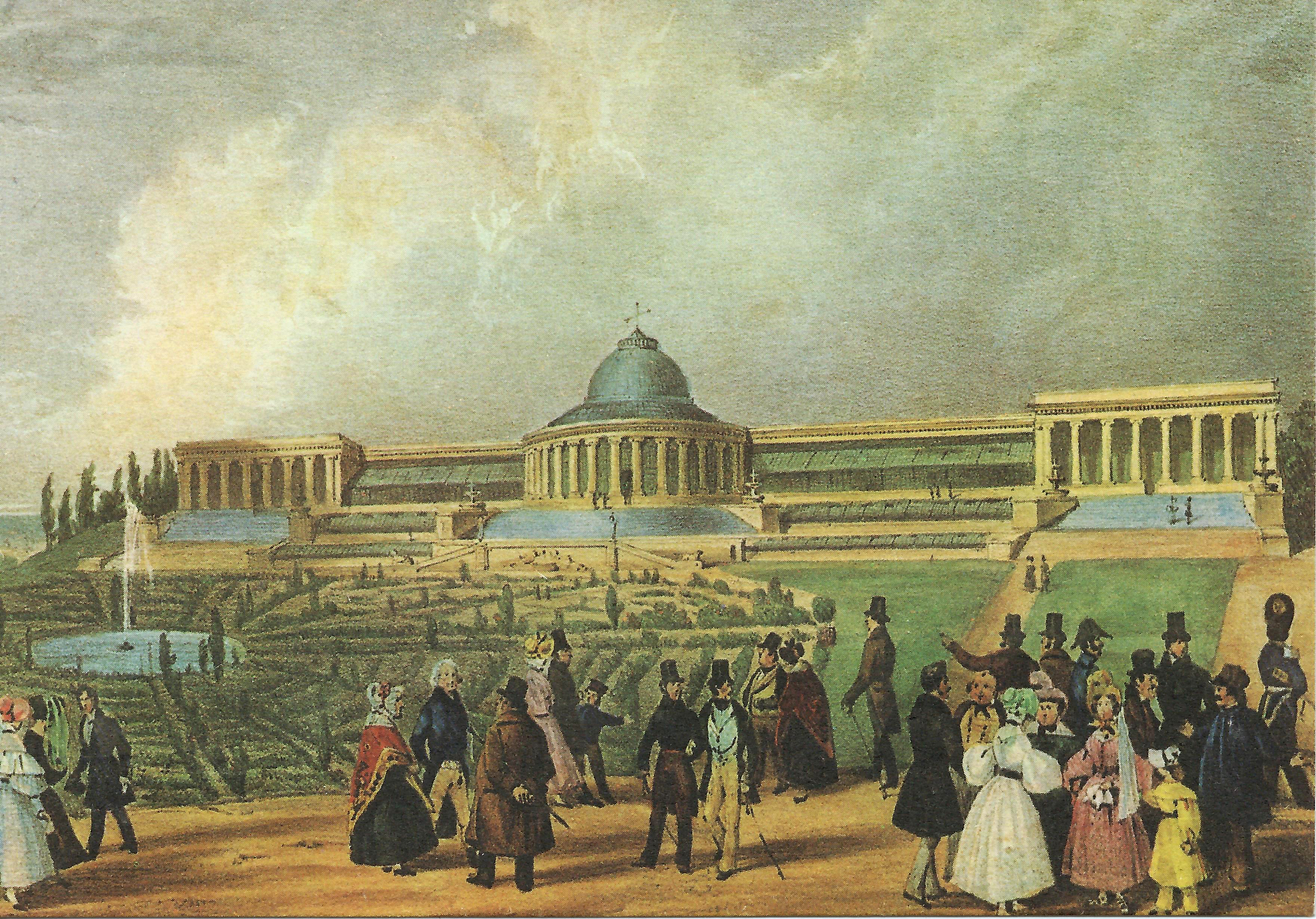
Le Jardin botanique au XIXe siècle.

En 1826, les territoires de l'actuelle Belgique faisant depuis une dizaine d'années partie du royaume uni des Pays-Bas, cinq notables férus de botanique acquièrent un terrain boisé, aéré et alimenté en eau, pour y créer un ensemble abritant les collections bruxelloises de plantes déjà existantes, créant ainsi la Société royale d'horticulture des Pays-Bas.
Oscillant entre ambition monumentale et contraintes financières, l'élaboration du bâtiment du Jardin botanique suit un processus particulièrement complexe où interviennent trois personnalités essentielles : l'architecte Tilman-François Suys, Pierre-François Gineste et Jean-Baptiste Meeûs, un des cinq fondateurs nommé directeur des travaux avant d'être le président de la Société. Bien que des plans et devis pour la construction du jardin aient été demandés à l'architecte Tilman-François Suys, c'est finalement le plan de Charles-Henri Petersen qui est soumis au conseil.
L'orangerie se compose d'une rotonde centrale à coupole et de deux allées latérales vitrées avec, aux extrémités, deux bâtiments à colonnes. Le schéma de la structure monumentale correspond à celui fréquemment utilisé au XIXe siècle. L'édifice et les jardins sont inaugurés officiellement avec feu d'artifice, fête champêtre et banquet à l'occasion de la première exposition des produits de l'horticulture organisée par la Société royale d'horticulture des Pays-Bas du 1er au 3 septembre 1829.
Comme la société exploitante, devenue Société royale d'horticulture de Belgique à l'indépendance du pays en 1830, avait besoin de fonds, un commerce de plantes s'installe à l'orangerie à partir de 1835, et en sous-sol se pratiquaient diverses cultures qui devaient conduire à la naissance du chicon. 
La période de 1837 à 1841 fut particulièrement difficile sur le plan financier. Pour sortir de ces crises répétées les différentes solutions trouvées renforcèrent la tutelle du Gouvernement sur la société. Le dernier acte de cette évolution se joua en 1867 : la ville de Bruxelles souhaitait devenir l'actionnaire majoritaire de la Société ; ceci lui aurait permis de réaliser à plus ou moins brève échéance son projet de lotissement ou encore d'utiliser le terrain pour la construction d'un Palais des Beaux-Arts. La question restera d'actualité jusqu'en 1870, quand l'État rachètera le jardin.

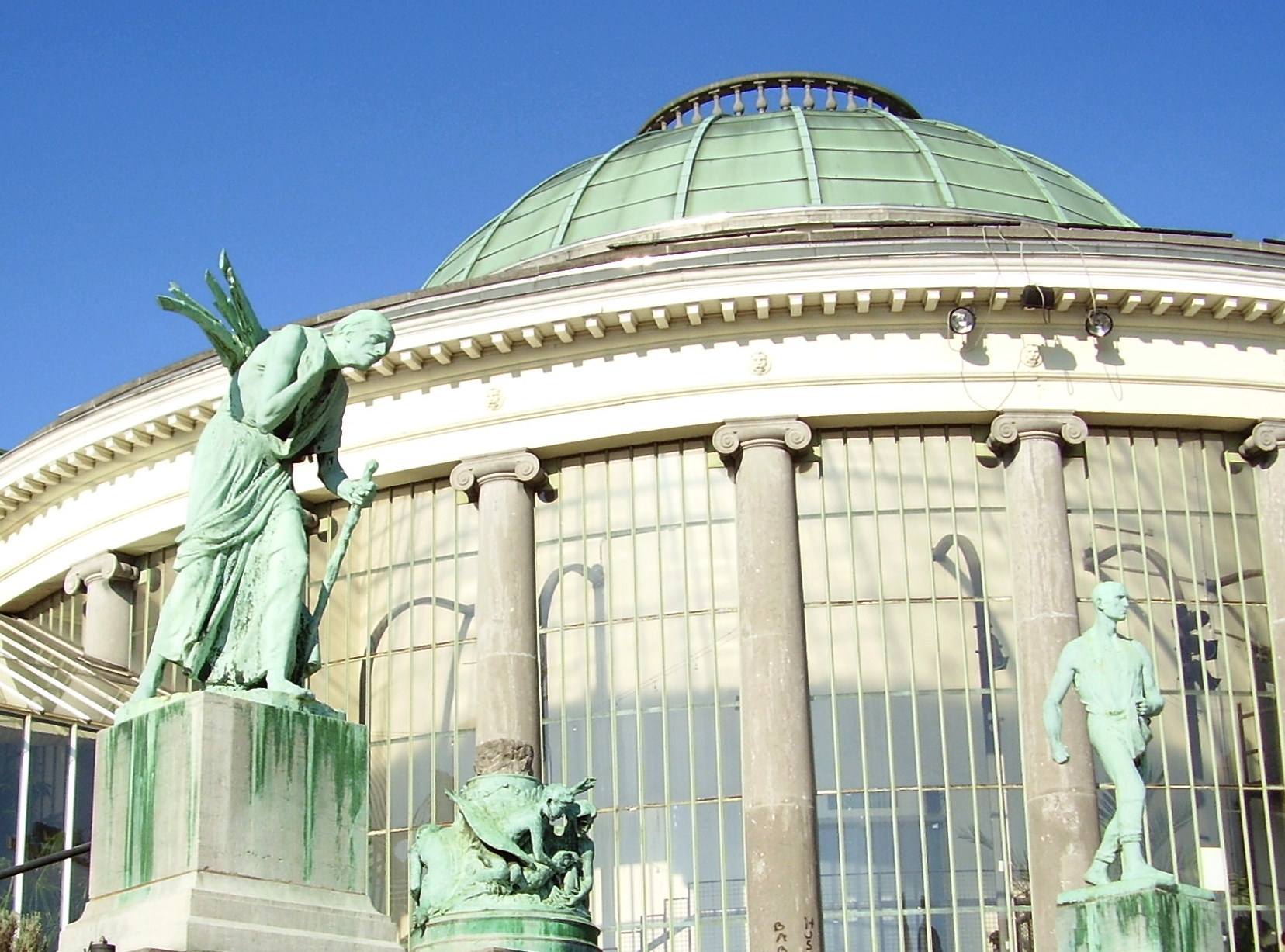
La rotonde.

La décoration sculptée du Jardin botanique est commandée et réalisée à la fin du XIXe siècle. Il est décidé de doter le parc d'une série de sculptures dans le but à la fois de l'embellir et de stimuler l'art public. Le projet est confié à deux sculpteurs reconnus, Constantin Meunier et Charles Van der Stappen qui se chargent de la conception générale et des esquisses et en confient la réalisation à leurs collaborateurs. L'ensemble comprend 52 sculptures, exécutées entre 1894 et 1898, dont différentes fontaines, des groupes sculptés et des figures évoquant le temps, les saisons, les plantes et les animaux, ainsi que des luminaires électriques.
L'État reprend le jardin en 1910.
En 1935, les travaux de la jonction Nord-Midi posent la question du maintien du jardin sur son emplacement originel. Il est notamment envisagé de déplacer l'institution sur un site plus vaste. Le problème de la réaffectation ou du réaménagement des bâtiments et du jardin se pose. 

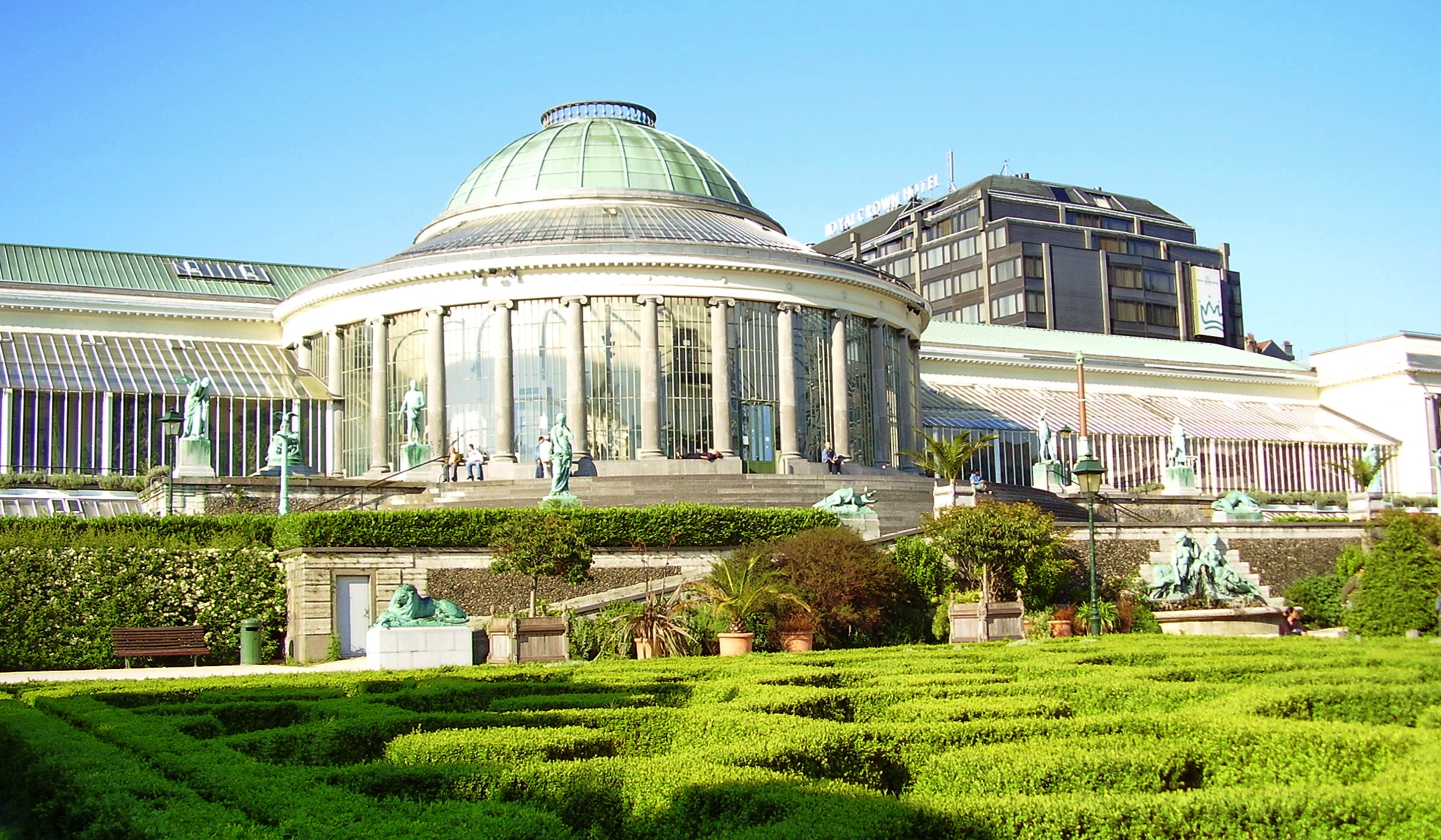
Le Botanique.

En octobre 1938, la décision de déplacer le jardin botanique est prise. Le 1er janvier 1939, l'État prend possession des 93 hectares du domaine de Bouchout, inoccupé depuis 1927, dans la commune de Meise. Le jardin, renommé Jardin botanique de Meise après son transfert à la Communauté flamande le 1er janvier 2014. En avril 1940, les plantes de la collection de plein air sont déménagées, ensuite ce sera le tour des arbres et arbustes, puis de la grande serre remontée à Bouchout.
Le bâtiment est transformé en centre culturel, dont le nom Le Botanique rappelle son ancienne affectation. Un jardin de l'iris a été inauguré en 1995.

## Sculptures

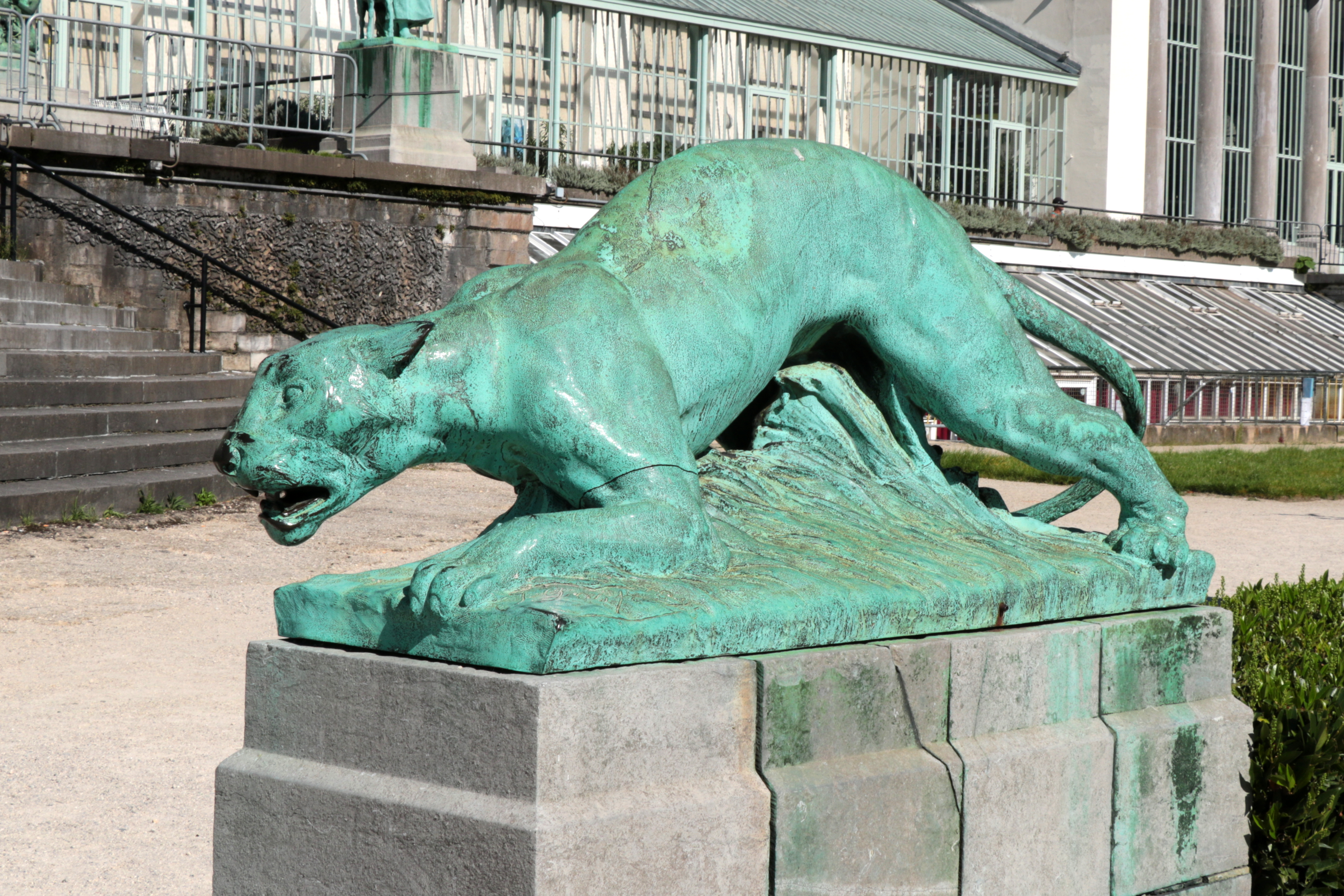
La Panthère de Jean-Marie Gaspar.

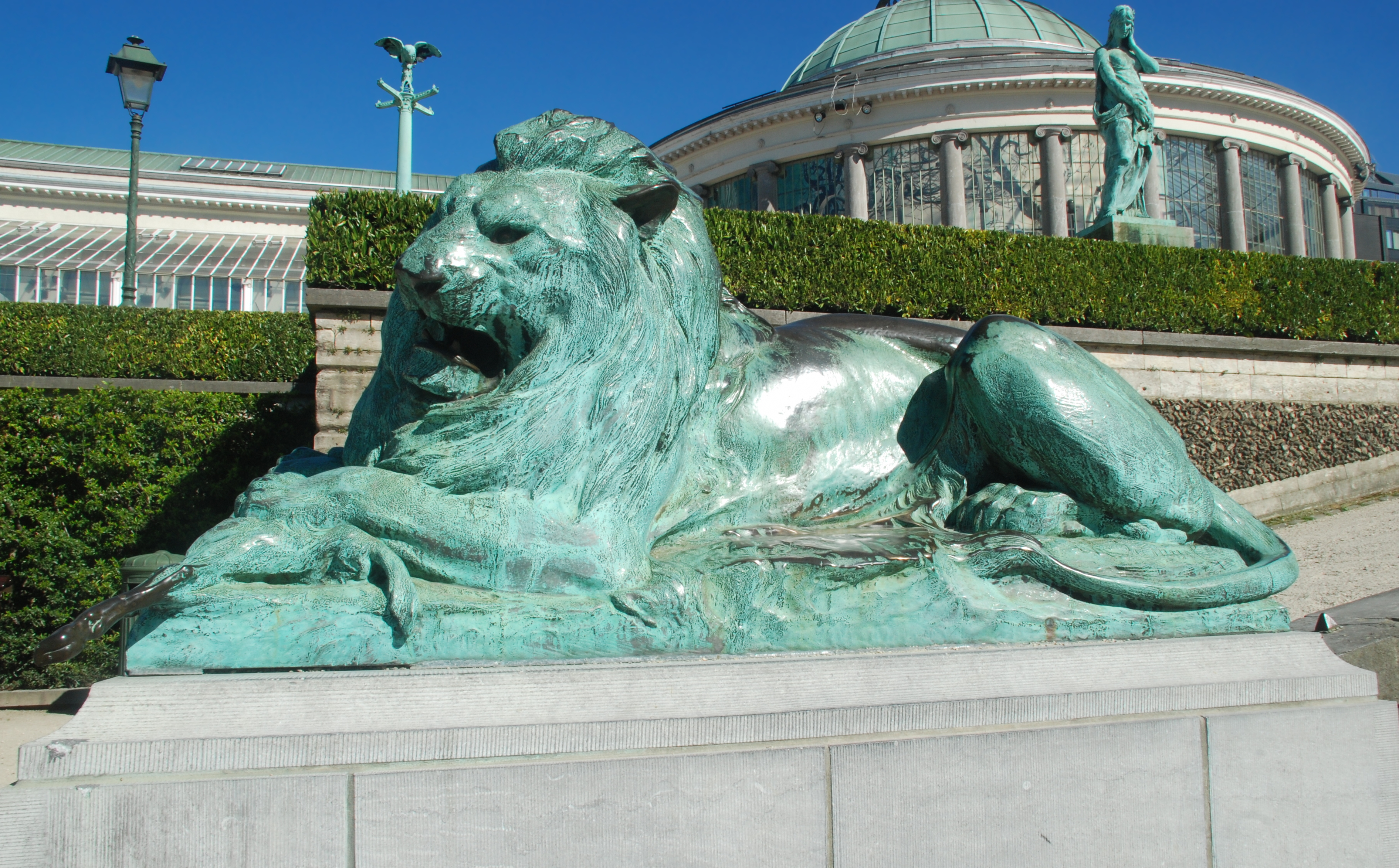
Le Lion de Charles Samuel.

Des 52 sculptures en bronze commandées à Constantin Meunier et Charles Van der Stappen, qui déléguèrent, ensuite, une partie du travail à d'autres artistes, et installées au XIXe siècle, il en reste actuellement 30 :
- L'Aigle d'Henri Boncquet
- L'Hiver ou La Vieille Bûcheronne de Pierre Braecke
- Le Lierre d'Arthur Craco
- Le Vautour d'Alfred Crick
- Le Palmier de Victor De Haen
- Le Souci de Maurice De Mathelin
- Le Chèvrefeuille d'Eugène De Pleyn
- Le Héron d'Isidore De Rudder
- Le Lys d'Albert Desenfans
- Le Condor de Godefroid Devreese
- Le Laurier de Julien Dillens
- Les Quatre Éléments de Paul Du Bois
- La Panthère de Jean-Marie Gaspar
- Le Tigre de Jean Hérain
- Le Chardon de Frans Joris
- Les Quatre Âges de Jules Lagae
- La Cigogne d'Edmond Lefever
- Le Cygne d'Edmond Lefever
- Le Printemps ou La Bergère d'Hippolyte Leroy
- L'Automne ou Le Semeur de Constantin Meunier
- L'Été ou Le Moissonneur de Constantin Meunier
- L'Olivier ou La Paix de Léon Mignon
- Le Crocodile et le Serpent d'Emile Namur
- Le Vautour de Joseph Pollard
- Le Hibou de Victor Rousseau
- Le Perroquet de Victor Rousseau
- Les Deux Nymphes entourant une Source de François Rude
- Le Lion de Charles Samuel
- L'Aigle d'Alphonse de Tombay
- Le Buis de Gustave Van Hove

Sculptures du Jardin botanique
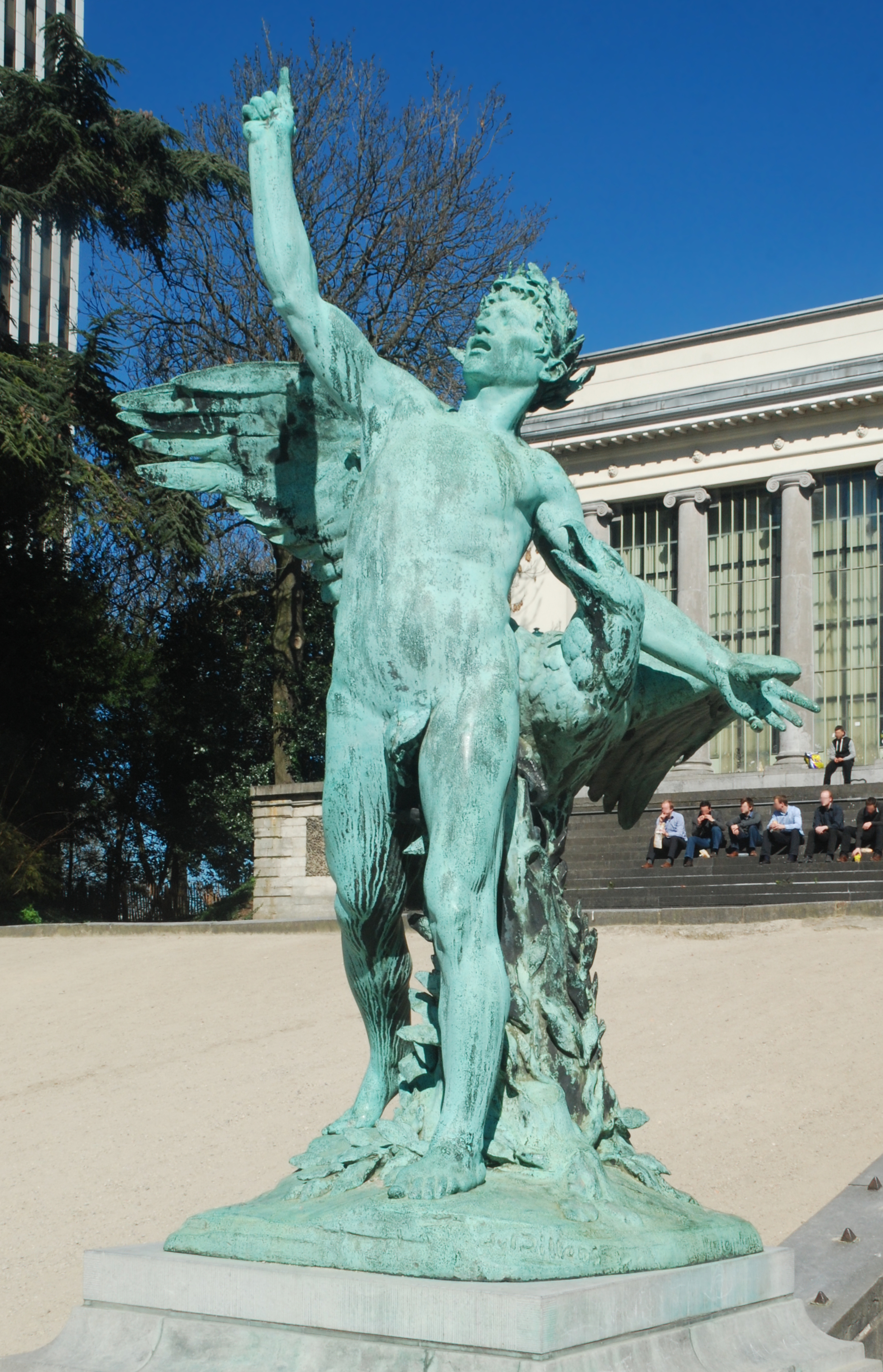
Le Laurier de Julien Dillens.
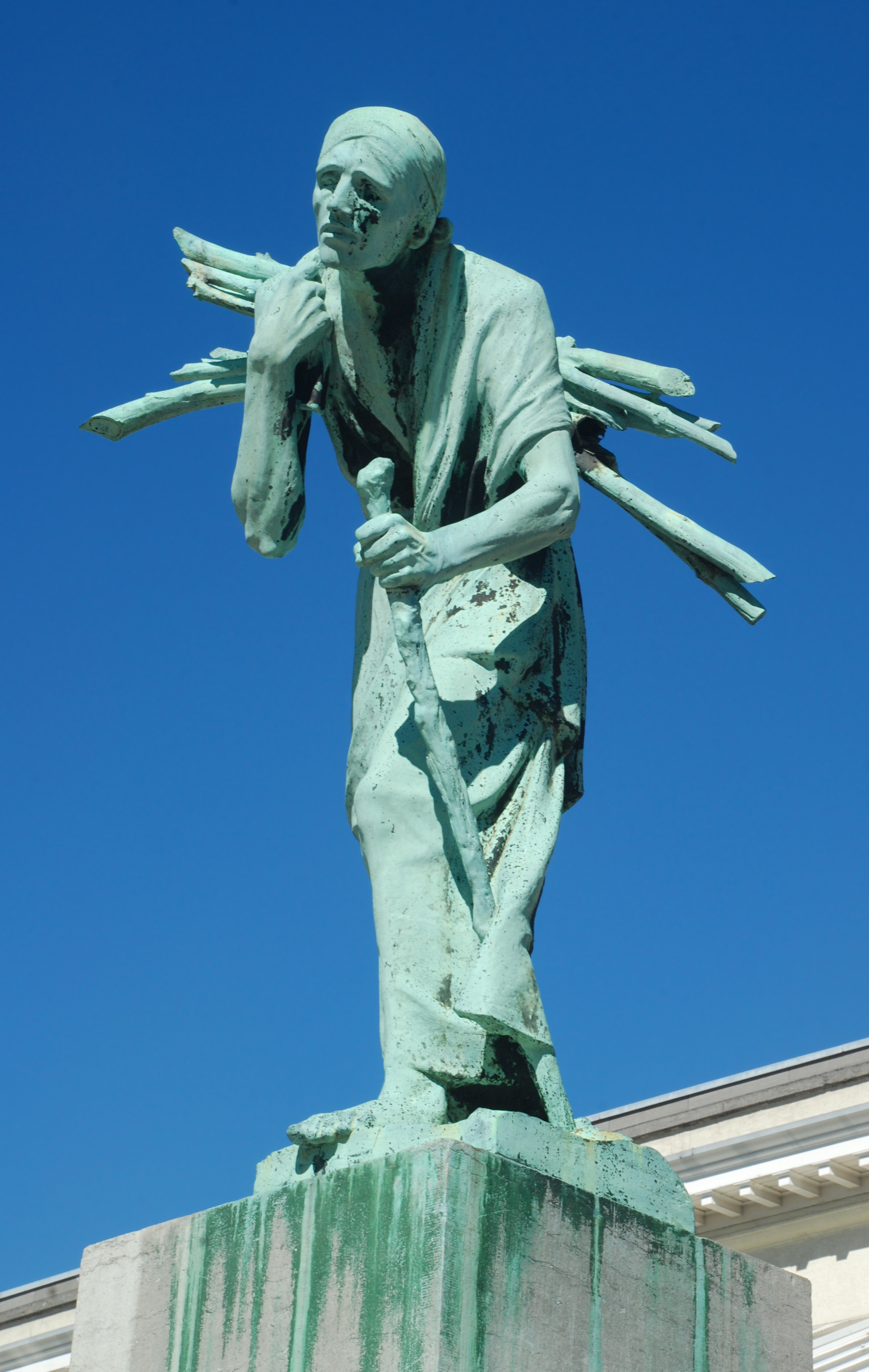
L'Hiver ou La Vieille Bûcheronne de Pierre Braecke.
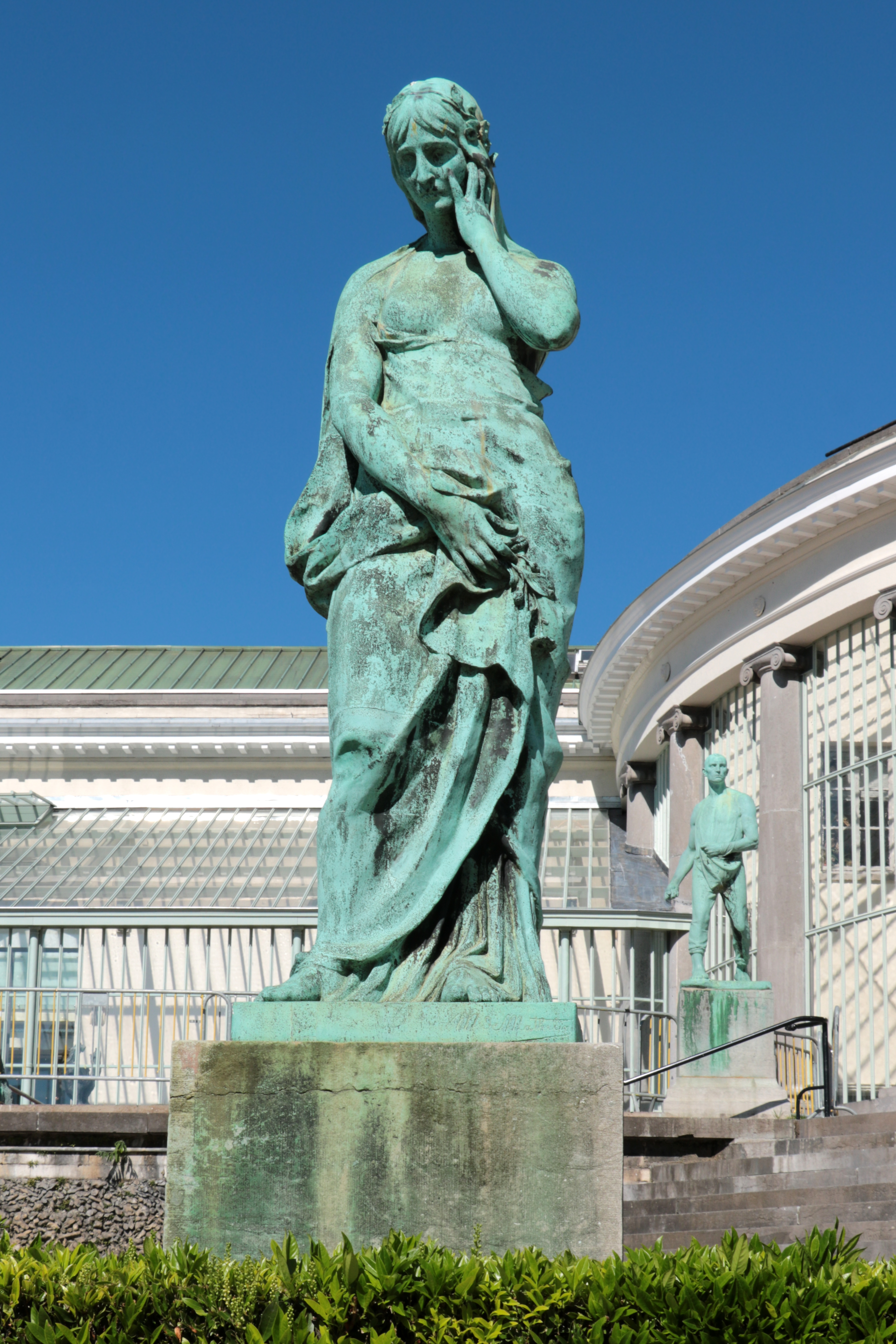
Le Souci de Maurice De Mathelin.
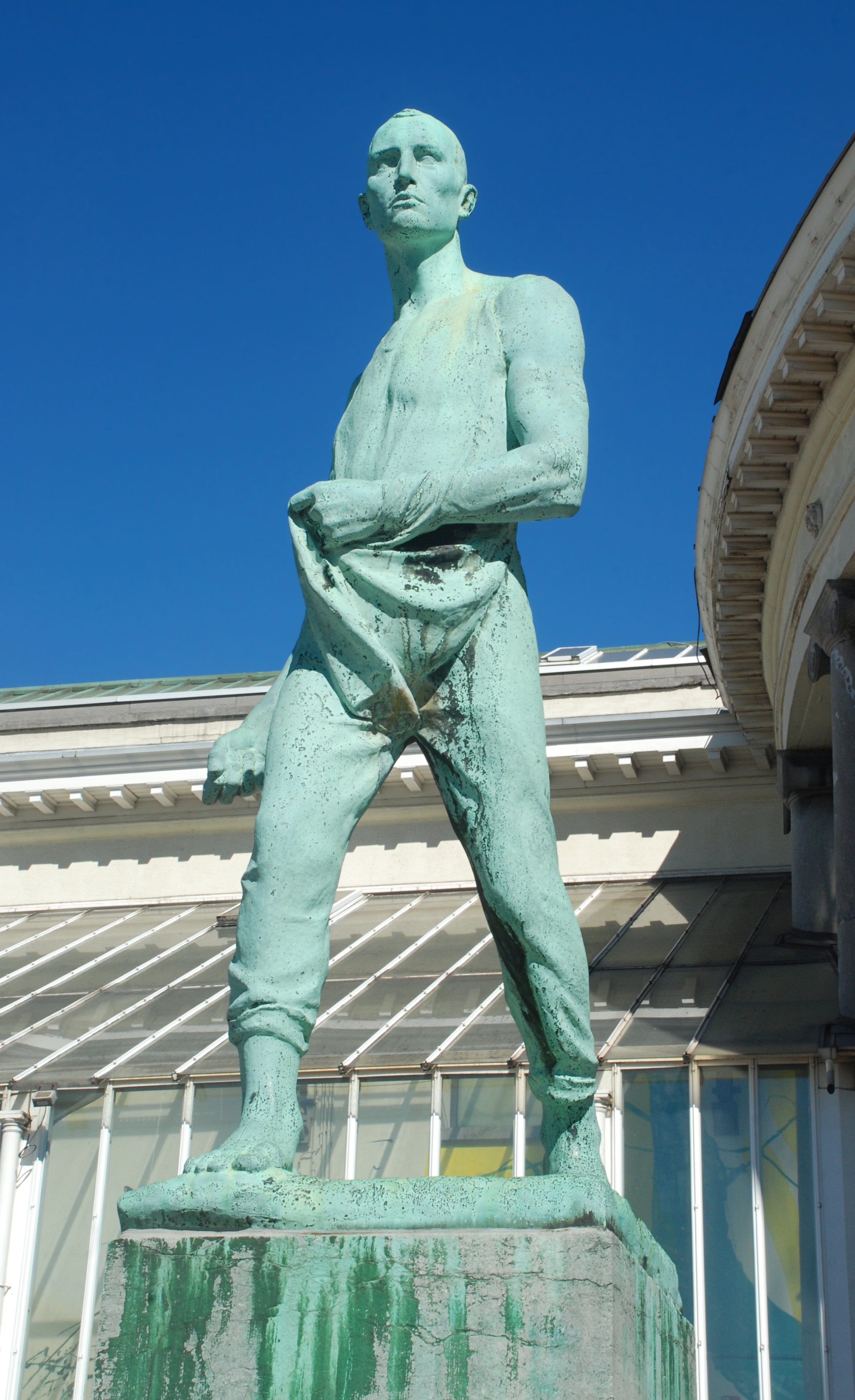
L'Automne ou Le Semeur de Constantin Meunier.
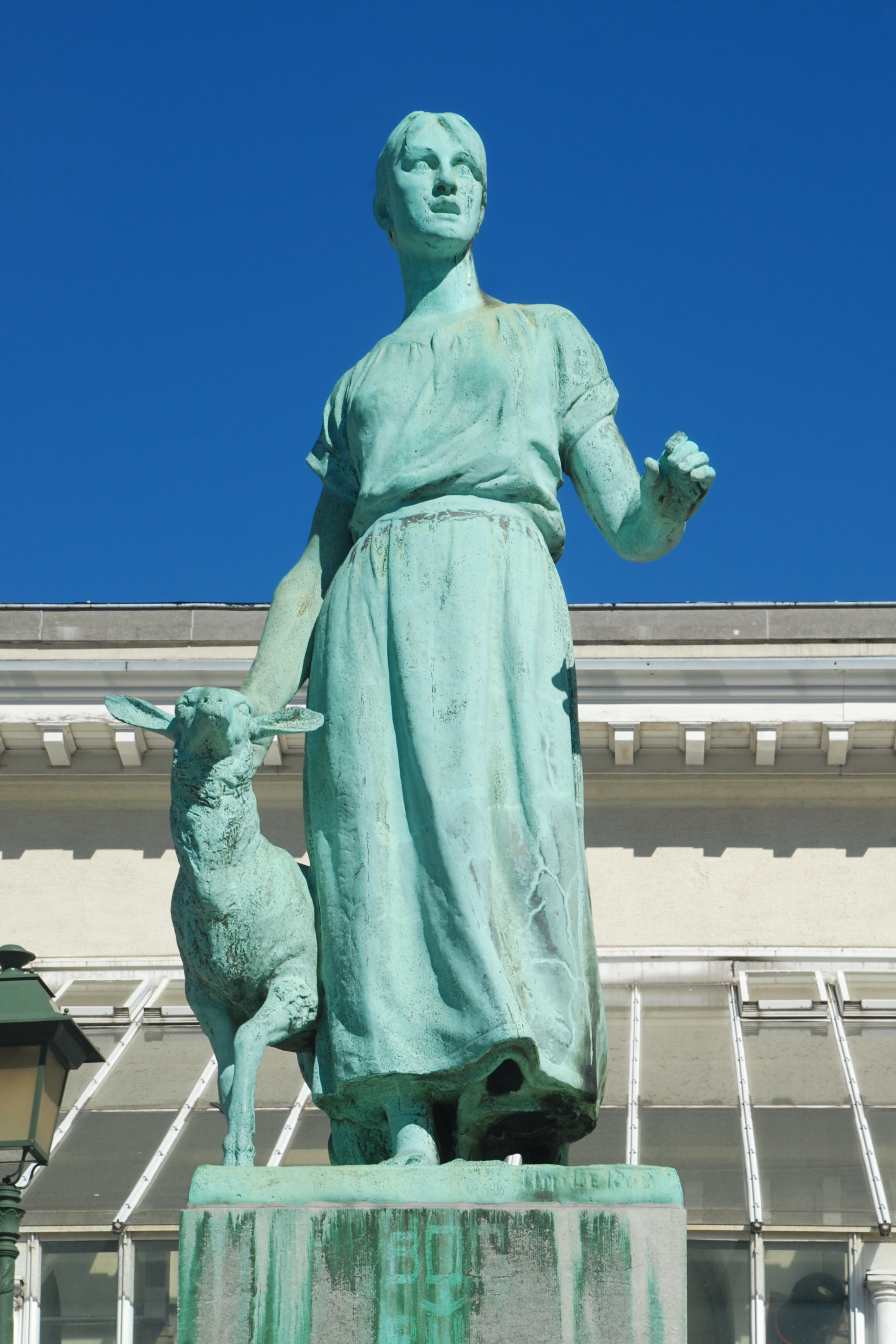
Le Printemps ou La Bergère d'Hippolyte Leroy.
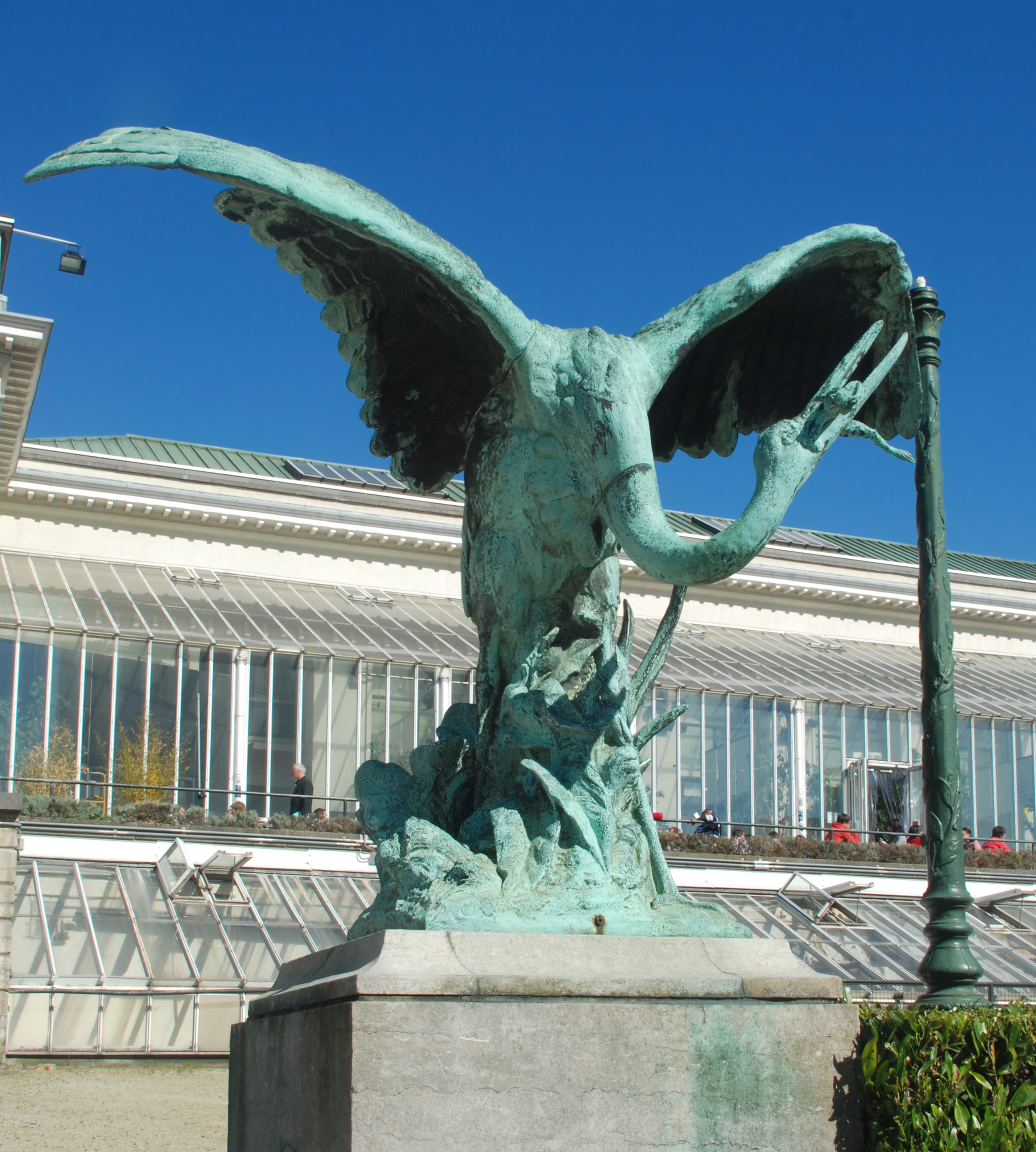
La Cigogne d'Edmond Lefever.

## Arbres remarquables
Quelques-uns des plus gros arbres remarquables du Jardin botanique répertoriés par la Commission des monuments et des sites :
| nom français                | nom latin                          | cir. en cm |
| --------------------------- | ---------------------------------- | ---------- |
| Platane d'Orient            | Platanus orientalis                | 450        |
| Platane à feuilles d'érable | Platanus × hispanica               | 447        |
| Marronnier commun           | Aesculus hippocastanum             | 330        |
| Noyer noir                  | Juglans nigra                      | 281        |
| Févier sans épines          | Gleditsia triacanthos var. inermis | 248        |
| Arbre aux quarante écus     | Ginkgo biloba                      | 241        |
| Marronnier à fleurs rouges  | Aesculus carnea                    | 241        |
| Frêne à feuilles étroites   | Fraxinus angustifolia              | 227        |

## Informations pratiques
| ___ | Ce site est desservi par la station de métro : Botanique. |